# Bílov (Plzeň)
Bílov é uma comuna checa localizada na região de Plzeň, distrito de Plzeň-sever.